# Richard Lillie
Richard Lillie (3. august 1884 i København – 25. juli 1978) var en dansk materialforvalter og politiker.

## Liv
Han var søn af krigsassessor Thorvald Lillie (død 1912) og hustru Olivia f. Street (død 1950), blev uddannet i maskinvæsenet på Orlogsværftet og ansat i Statsbanernes lokomotivtjeneste 1906, blev lokomotivfører 1918 og var materialforvalter 1929-53.
Lillie var medlem af Statsbanernes ordrekommission af 1919-22, af Statsbanernes uddannelseskommission af 1922 og af Statsbanernes eksamenskommission 1924-29, formand for Dansk Lokomotivmandsforening 1918-29, æresmedlem af foreningen 1929 og præsident for Nordisk Lokomotivmandsforbund 1927-29.

## Politiker
Han var medlem af Københavns Borgerrepræsentation for Det Radikale Venstre fra 1925 til 1943, formand for den radikale gruppe 1931-33; 2. næstformand for Borgerrepræsentationen 1933-43; rådmand i Magistratens 4. afdeling 1943-54; medlem af Beværterbevillingsnævnet 1931; næstformand i Boldklubben af 1893 1930-45, formand 1945-48, æresmedlem 1948; medlem af bestyrelsen for Foreningen til Hovedstadens Forskønnelse 1934-46; medlem af Københavns Skoledirektion 1934-43; medlem af Københavns Idrætsparks forretningsudvalg 1951, formand for bestyrelsen 1959-65; medlem af Kommissionen af 1944 angående en trafikplan for Storkøbenhavn og af Udvalget til udarbejdelse af en generalplanskitse for hovedstaden 1954; formand for Københavns radikale Vælgerforening 1954-57 og æresmedlem 1965.
Han modtog Dansk Idrætsforbunds ærestegn i guld og Dansk Forening for Rosports ærestegn. 
Han blev gift 20. januar 1911 med Johanne Schurig (20. januar 1888 i Odense – ?), datter af fabrikant Ernst Schurig (død 1931) og hustru Louise født Steinfeldt (død 1937). 